# Antennuloniscus dimeroceras
Antennuloniscus dimeroceras is een pissebed uit de familie Haploniscidae. De wetenschappelijke naam van de soort is voor het eerst geldig gepubliceerd in 1920 door Barnard.